# John Pierpont Morgan
John Pierpont Morgan (Hartford, 17 de abril de 1837 – Roma, 31 de março de 1913) foi um banqueiro, financista e colecionador de arte americano. Era filho de Junius Spencer Morgan (1813–1890), que era sócio de George Peabody e fundador da casa J. S. Morgan & Co., em Londres.
Dominou as finanças corporativas e consolidação industrial durante o seu tempo. Em 1892, Morgan arranjou a fusão da Edison General Electric e Thomson-Houston Electric Company para formar a General Electric. Depois de financiar a criação da Companhia Siderúrgica Federal, ele fundiu em 1901 com a Carnegie Steel Company e várias outras empresas de aço e ferro, incluindo consolidada de aço e fio da Companhia detidas por William Edenborn, para formar a United States Steel Corporation.
Morgan morreu em Roma, Itália, durante o sono em 1913 com a idade de 75, deixando sua fortuna e de negócios para o seu filho, Jack Morgan, e legando sua mansão e grandes coleções de livros de The Morgan Library & Museu em Nova York.
Seu nome está na origem da denominação do banco JPMorgan Chase, resultante da fusão entre J.P. Morgan & Co. e Chase Manhattan Bank.
No auge da carreira de Morgan durante o início de 1900, ele e seus parceiros tinham aplicações financeiras em muitas grandes empresas e foram acusados pelos críticos de controle de altas finanças do país. Ele dirigiu a coligação bancária que parou o Pânico de 1907. Ele era o principal financiador da Era Progressista, e sua dedicação à eficiência e modernização ajudou a transformar as empresas americanas.

## Infância e educação
J. P. Morgan nasceu e criou-se em Hartford, Connecticut, filho de Junius Spencer Morgan (1813–1890) e Juliet Pierpont (1816–1884) de Boston, Massachusetts. Pierpont, como ele preferia ser chamado, teve uma variada educação em parte por interferência de seu pai, Junius. No outono de 1848, Pierpont foi transferido para a Escola Pública de Hartford e, em seguida, para a Academia Episcopal em Cheshire (agora chamado de Cheshire Academy), no internato principal. Em setembro de 1851, Morgan passou no exame admissional para a English High School of Boston, uma escola especializada em matemática para preparar jovens para a carreira no comércio.
Na primavera de 1852, a doença que viria a se tornar mais comum, a febre reumática acometeu-o e o deixou com tanta dor que não conseguia andar. Junius enviou Pierpont para os Açores, a fim de que ele se recuperasse. Depois de convalescer por quase um ano, Pierpont voltou ao English High School of Boston para retomar seus estudos. Após graduar-se, seu pai o enviou para Bellerive, na Suíça, uma escola perto da vila suíça de Vevey. Quando Morgan tinha atingido fluência em francês, seu pai o enviou para a Universidade de Göttingen, a fim de melhorar o seu alemão. Atingiu um nível razoável de alemão dentro de seis meses e também uma licenciatura em história da arte, daí Morgan viajou de volta para Londres por Wiesbaden, com a sua formação completa.

## Carreira

### Primeiros anos

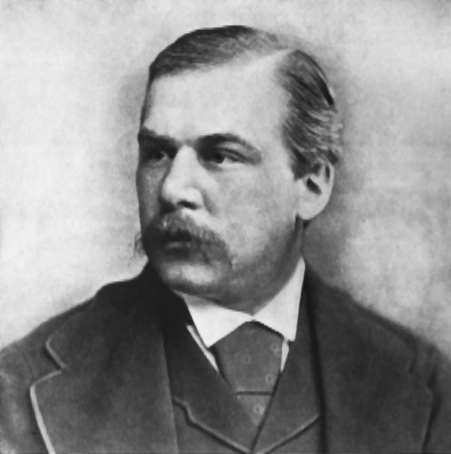
J. P. Morgan na juventude.

Morgan tornou-se bancário em 1857 na sucursal de Londres do seu pai, mudando-se para Nova Iorque em 1858, onde trabalhou na casa bancária de Duncan, Sherman & Company, os representantes americanos de George Peabody & Company. De 1860 a 1864, como J. Pierpont Morgan & Company, atuou como agente em Nova Iorque, para a empresa de seu pai. Entre 1864 e 1872, ele era um membro da empresa de Dabney, Morgan and Company. Em 1871, em parceria com os Drexels da Filadélfia para formar a empresa de Drexel, Morgan & Company de Nova York. Anthony J. Drexel tornou-se o mentor de Pierpont, a pedido de Junius Morgan.

### J.P. Morgan & Company
Depois da morte em 1893 de Anthony Drexel, a empresa foi renomeada para "J. P. Morgan & Company" em 1895, e manteve laços estreitos com a Drexel & Company da Filadélfia, a Morgan, Harjes & Company de Paris e a J.S. Morgan & Company (depois de 1910, Morgan, Grenfell & Company), de Londres. Por volta de 1900, era uma das mais poderosas casas bancárias do mundo, realizando muitas ofertas, especialmente para reestruturações e consolidações. Morgan teve muitos parceiros ao longo dos anos, como George W. Perkins, mas manteve-se firme no comando.

### Modernização de gestão
O processo de aquisição de empresas com problemas para reorganizá-los de Morgan era conhecido como "Morganization". Morgan reorganizava as estruturas de negócios e gerenciamento, a fim de devolvê-los para a lucratividade. Sua reputação como banqueiro e financista também o ajudou a trazer o interesse de investidores para as empresas que ele adquiria.

#### Jornais
Em 1896, Adolph Simon Ochs, que possuía o Chattanooga Times, garantiu um financiamento de Morgan para comprar o financeiramente sufocado New York Times. Tornou-se o padrão para o jornalismo americano, cortando os preços, investindo na captação de notícias, e insistindo na mais alta qualidade de escrita e elaboração de relatórios.

### Ouro do Tesouro
Em 1895, nas profundezas do Pânico de 1893, o Tesouro Federal foi quase à bancarrota de ouro. O Presidente Grover Cleveland aceitou a oferta de Morgan para se juntar com os Rothschilds e fornecer ao Tesouro dos EUA 3,5 milhões de onças de ouro para restaurar o superávit do Tesouro em troca de uma emissão de títulos de 30 anos. O episódio salvou o Tesouro mas afetou Cleveland com a ala agrária do Partido Democrata e tornou-se um problema na eleição de 1896, quando os bancos ficaram sob um ataque fulminante de William Jennings Bryan. Morgan e os banqueiros de Wall Street doaram muito para o Republicano William McKinley, que foi eleito em 1896 e reeleito em 1900.

### Aço
Após a morte de seu pai em 1890, Morgan assume o controle da J. S. Morgan & Co. que foi renomeada para Morgan, Grenfell & Company em 1910. Morgan iniciou conversas com Charles M. Schwab, presidente da Carnegie Co., e o magnata Andrew Carnegie em 1900. O objetivo era comprar a empresa de aço da Carnegie e mesclá-lo com várias outras empresas de aço, carvão, mineração e transporte para criar o United States Steel Corporation. Seu objetivo foi quase concluído no final de 1900, enquanto negociava um acordo com Robert D. Tobin e Theodore Price III, mas foi então recolhido imediatamente. Em 1901, a U.S. Steel foi a primeira empresa a valer mais de 1 bilhão de dólares em todo o mundo, tendo uma capitalização autorizado de 1,4 bilhão de dólares, o que era muito maior do que qualquer outra empresa industrial e comparável em tamanho às maiores ferrovias.
A U.S. Steel teve como objetivo alcançar maior economia de escala, reduzir os custos de transporte e de recursos, expandir linhas de produtos e melhorar a distribuição. Ela também foi planejada para permitir que os Estados Unidos competissem globalmente com Reino Unido e Alemanha. O tamanho da U.S. Steel foi alegado por Charles M. Schwab e outros para permitir que a empresa prosseguisse em distantes mercados internacionais globalizados. A U.S. Steel foi considerado como um monopólio pelos críticos, como o negócio estava tentando dominar não só o aço, mas também a construção de pontes, navios, vagões e trilhos, arame, pregos, e uma série de outros produtos. Com a U.S. Steel, Morgan tinha capturado dois terços do mercado de aço, e Schwab estava confiante de que a empresa iria em breve ter uma quota de mercado de 75%. No entanto, depois de 1901 a quota de mercado das empresas caiu. Schwab renunciou à U.S. Steel em 1903 para formar a Bethlehem Steel, que se tornou o segundo maior produtor dos EUA por força de inovações, tais como o feixe amplo flange "H" precursor para o I-beam, amplamente utilizado na construção.

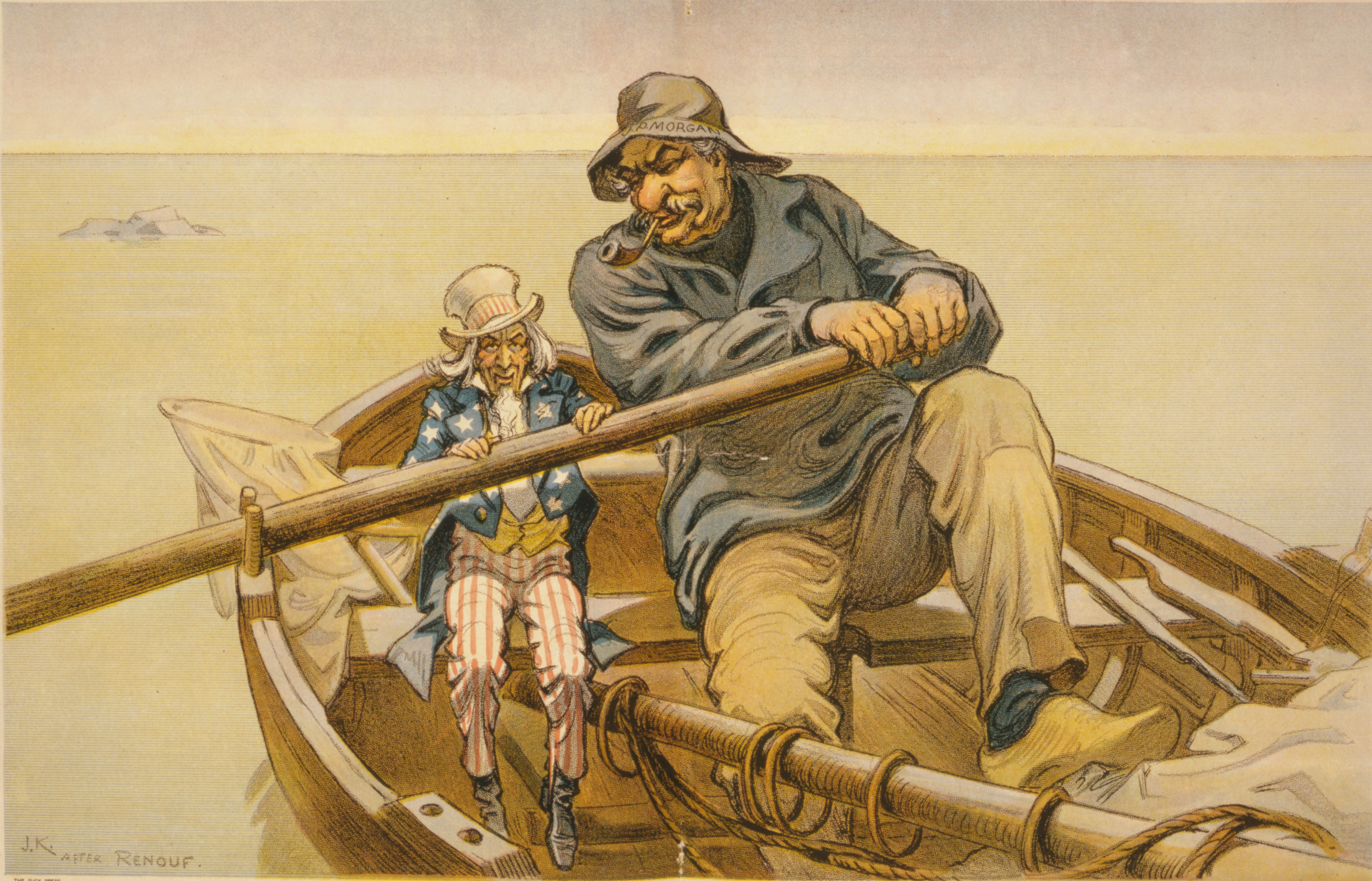
O papel de Morgan na economia foi denunciado como avassalador nesta charge política hostil.

A política trabalhista era uma questão controversa. U.S. Steel produzia aço por não-sindicalizados e experientes, liderados por Schwab; queria mantê-lo assim, com táticas agressivas para identificar e erradicar problemas políticos. Os advogados e os banqueiros que haviam organizado a fusão, nomeadamente Morgan e o CEO Elbert "Judge" Gary estavam mais preocupados com os lucros a longo prazo, estabilidade, boas relações públicas e evitando problemas. Os pontos de vista dos banqueiros geralmente prevalecia, e o resultado foi uma política trabalhista paternalista. A U.S. Steel foi finalmente sindicalizada no final de 1930.

### Pânico de 1907
O Pânico de 1907 foi uma crise financeira que quase aleijou a economia americana. Os principais bancos de Nova Iorque estavam à beira da falência e não havia nenhum mecanismo para resgatá-los até que Morgan interveio pessoalmente e assumiu o comando, a solução da crise. O secretário do Tesouro George B. Cortelyou destinou 35 milhões de dólares de dinheiro federal para conter a tempestade, mas não teve jeito fácil de usá-lo. Morgan agora assumiu o comando pessoal, reuniu-se com os financiadores principais da nação em sua mansão em Nova Iorque e obrigou-os a elaborar um plano para enfrentar a crise. James Stillman, presidente do National City Bank, também desempenhou um papel central. Morgan organizou uma equipe de executivos bancários e de confiança que redirecionaram dinheiro entre os bancos, garantindo mais linhas de crédito internacionais, e comprou ações despencando de empresas saudáveis. A questão política delicada surgiu sobre a corretora de Moore e Schley, que estava profundamente envolvida em um grupo especulativo no estoque do Tennessee Coal, Iron and Railroad Company. Moore e Schley prometeram mais de US$ 6 milhões dos do Tennessee Coal and Iron (TCI) de ações para empréstimos entre os bancos de Wall Street. Os bancos tinham chamado os empréstimos, aos que a empresa não poderia pagar. Se Moore e Schley falhassem, mais uma centena de falhas iriam seguir e então todo Wall Street poderia cair aos pedaços. Morgan decidiu que tinha que salvar Moore e Schley. A TCI era uma das grandes concorrentes da U.S. Steel e possuía valiosos estoques de aço e carvão. Morgan controlava a U.S. Steel e decidiu que tinha que comprar o estoque de TCI de Moore e Schley. Judge Gary, chefe do U.S. Steel, concordou, mas estava preocupado pois haveria implicações antitruste que podiam causar graves problemas para a U.S. Steel, que já era dominante na indústria do aço. Morgan enviou Gary para ver o presidente Theodore Roosevelt, que prometeu imunidade legal para o negócio. U.S. Steel interpôs então o pagamento de US$ 30 milhões pelo estoque da TCI e Moore e Schley estavam salvos. O anúncio teve um efeito imediato e até 7 de novembro de 1907, o pânico acabou. Prometendo nunca deixar isso acontecer de novo, e percebendo que em uma futura crise não era suscetível de ter outro Morgan, os líderes bancários e políticos, liderados pelo senador Nelson Aldrich elaboraram um plano que se tornou o Federal Reserve System em 1913. A crise ressaltou a necessidade de um mecanismo poderoso, e Morgan apoiou o movimento para criar o Federal Reserve System.

### Críticos
Embora os conservadores na Era Progressista saudassem Morgan por sua responsabilidade cívica, o seu fortalecimento da economia nacional e sua devoção às artes e religião, a ala mais à esquerda o via como uma das figuras centrais no sistema, assim era rejeitado. Morgan redefiniu conservadorismo em termos de habilidade financeira juntamente com fortes compromissos com a religião e alta cultura.
Inimigos da banca atacaram Morgan pelos termos de seu empréstimo de ouro para o governo federal na crise de 1895 e para a resolução financeira da Pânico de 1907. Eles também tentaram atribuir-lhe os males financeiros do New York, New Haven and Hartford Railroad. Em dezembro de 1912, Morgan testemunhou perante o Comitê Pujo, uma subcomissão do comitê da Casa Bancária e de Câmbio. O comitê concluiu finalmente que um pequeno número de líderes financeiros exercia considerável controle sobre muitas indústrias. Os parceiros da JP Morgan & Co. e diretores do First National and National City Bank controlavam US$ 22,245 bilhões, o que Louis Brandeis, mais tarde ministro do Supremo Tribunal de Justiça dos Estados Unidos, comparou com o valor de todos os bens nos vinte e dois estados a oeste da rio Mississippi.

## Aventuras desastrosas
Morgan nem sempre fez bons investimentos, com várias falhas demonstradas.

### Tesla e Wardenclyffe
Em 1900, Morgan investiu 150 mil dólares no inventor Nikola Tesla da Wardenclyffe Tower, um projeto de alta potência transatlântica de rádio-transmissão. Em 1903 Tesla havia passado o investimento inicial, sem a conclusão do projeto, e como Guglielmo Marconi já está fazendo transmissões transatlânticas regulares com equipamentos muito menos dispendioso, Morgan se recusou a financiar Tesla. Tesla tentou gerar mais interesse em Wardenclyffe, revelando sua capacidade de transmitir eletricidade sem fios, mas a perda de Morgan como um apoiador, em 1903 gerou o "pânico do homem rico" em Wall Street, secando qualquer investimento adicional.

### Metrô de Londres
Morgan sofreu uma rara derrota nos negócios em 1902, quando ele tentou entrar no campo do metrô de Londres. O magnata do trânsito Charles Tyson Yerkes frustrou os esforços de Morgan obter a autorização parlamentar para a construção de uma estrada subterrânea que teria competido com linhas de "tubo" controladas por Yerkes. Morgan Yerkes chamou o golpe de "a maior malandragem e conspiração que eu já ouvi falar."

### International Mercantile Marine Co.
Em 1902, JP Morgan & Co. financiou a formação de International Mercantile Marine Co., um transporte náutico pelo Atlântico que absorveu várias das principais linhas americanas e britânicas. A IMM era uma holding em que empresas subsidiárias controladas tinham suas próprias subsidiárias operacionais. Morgan esperava dominar o transporte transatlântico através de diretorias interligadas e arranjos contratuais com as estradas de ferro, mas que se revelou impossível por causa da natureza não programada de transporte marítimo, a legislação antitruste norte-americana, e um acordo com o governo britânico. Uma das subsidiárias da IMM foi o White Star Line, que detinha o RMS Titanic. O famoso naufrágio do navio em 1912, um ano antes da morte de Morgan, foi um desastre financeiro para IMM, que foi forçada a pedir proteção contra falência em 1915. Análise dos registros financeiros mostraram que IMM era alavancada e sofria de fluxo de caixa inadequado que causou a calote em pagamentos de juros de títulos. Salvo pela Primeira Guerra Mundial, a IMM ressurgiu como o United States Lines, que foi à falência em 1986.

## Corporações de Morgan
Entre 1890 e 1913, 42 grandes empresas foram organizadas ou seus títulos foram subscritas, no todo ou em parte, pela JP Morgan and Company:

### Industriais
- Carnegie Steel
- American Bridge Company
- American Telephone & Telegraph
- Associated Merchants
- Atlas Portland Cement
- Boomer Coal & Coke
- Federal Steel Company
- General Electric
- Hartford Carpet Corporation
- Inspiration Consolidated Copper
- International Harvester
- International Mercantile Marine
- J. I. Case Threshing Machine
- National Tube
- United Dry Goods

### Estradas de Ferro
- Atchison, Topeka and Santa Fe Railway
- Atlantic Coast Line
- Central of Georgia Railroad
- Chesapeake & Ohio Railroad
- Chicago & Western Indiana Railroad
- Chicago, Burlington & Quincy
- Chicago Great Western Railway
- Chicago, Indianapolis & Louisville Railroad
- Elgin, Joliet & Eastern Railway
- Erie Railroad
- Florida East Coast Railway
- Hocking Valley Railway
- Lehigh Valley Railroad
- Louisville and Nashville Railroad
- New York Central System
- New York, New Haven & Hartford Railroad
- New York, Ontario and Western Railway
- Northern Pacific Railway
- Pennsylvania Railroad
- Pere Marquette Railroad
- Reading Railroad
- St. Louis & San Francisco Railroad
- Southern Railway
- Terminal Railroad Association of St. Louis

## Últimos anos

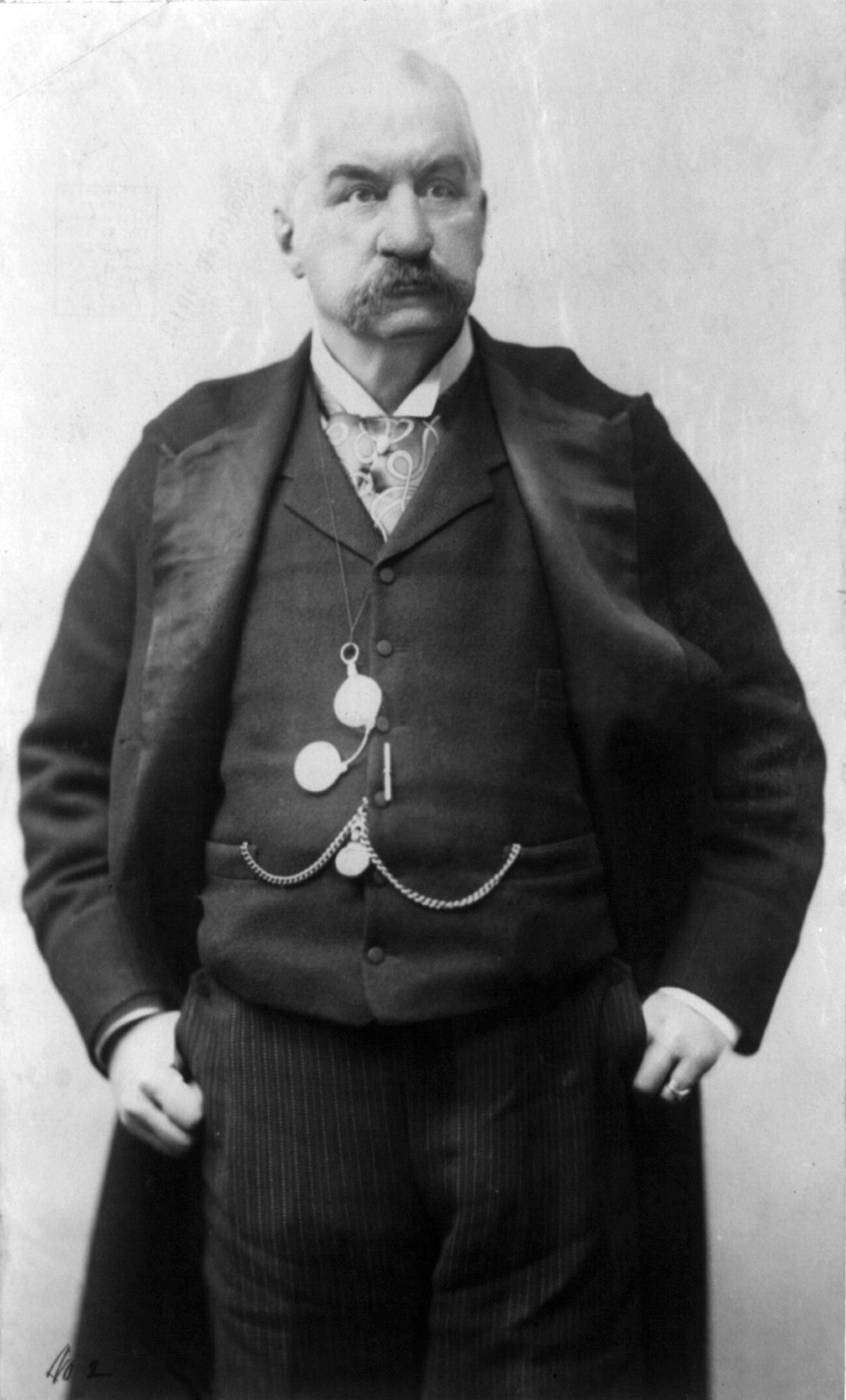
Morgan, fotografado em 1902

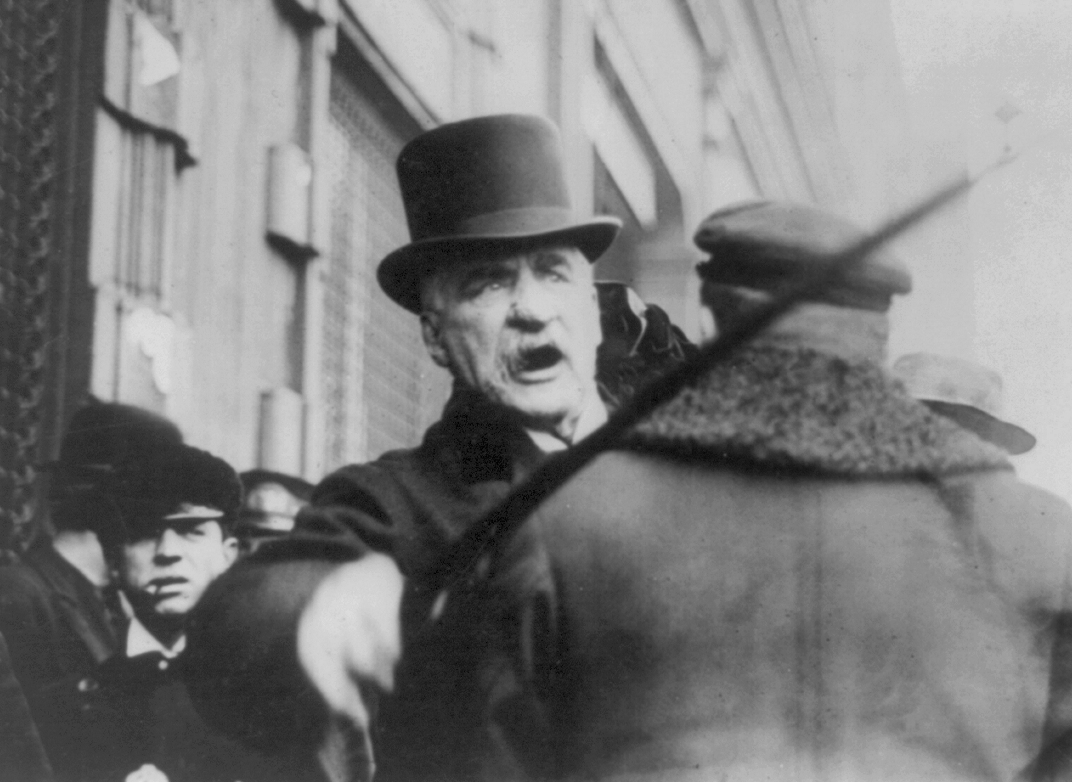
Consciente sobre sua rosácea, Morgan odiava ser fotografado.

Morgan foi o fundador do Metropolitan Club de Nova Iorque e seu presidente de 1891 até 1900. Quando seu amigo, Erie Railroad presidente John King, a quem ele havia proposto, foi recusado pelo Union Club, Morgan resignou do Union Club e, em seguida, organizaram o Metropolitan Club. Ele doou o terreno na 5ª Avenida e Rua 60, a um custo de US$ 125 000, e ordenou a Stanford White, "construa-me um clube de ajuste para cavalheiros. Esqueça a despesa." Ele convidou o rei Eduardo VII do Reino Unido como um membro fundador.

## Vida pessoal
Morgan foi um longevo membro da Igreja Episcopal, e em 1890 era um dos seus líderes mais influentes.
Em 1861, casou-se com Amelia Sturges, conhecida como Mimi (1835–1862). Três anos após a morte dela, casou-se com Frances Louisa Tracy, conhecida como Fanny (1842–1924) em 31 de maio de 1865. Eles tiveram quatro filhos:
- Louisa Pierpont Morgan (1866–1946) casada com Herbert L. Satterlee (1863–1947)[26]
- John Pierpont Morgan (1867–1943) casado com Jane Norton Grew
- Juliet Pierpont Morgan (1870–1952) casada com William Pierson Hamilton (1869–1950)
- Anne Tracy Morgan (1873–1952).

Ele sempre teve um efeito físico tremendo sobre as pessoas, um homem disse que a visita de Morgan deixou sentindo-se "como se um vendaval tivesse ocorrido pela casa." Morgan era fisicamente grande, com ombros enormes, olhos penetrantes e um nariz roxo, por causa de uma doença crônica da pele, a rosácea. O nariz deformado foi devido a uma doença chamada rinofima, o que pode resultar da rosácea. Como o quadro de deformidade se agravava, covas, nódulos, fissuras, lobulações e pedúnculos contorciam o nariz. Esta condição inspirou a provocação rude de o "órgão nasal de Johnny Morgan tem uma tonalidade púrpura". Cirurgiões poderiam ter raspado o crescimento da rinofima, dos tecidos sebáceos durante a vida de Morgan, mas quando criança Morgan sofreu convulsões infantis e o genro de Morgan, Herbert L. Satterlee, especulou que ele não procurou a cirurgia de nariz, porque ele temia que as convulsões voltassem. Sua auto-confiança social e profissional foram muito bem estabelecidas para serem prejudicadas por esta aflição. Parecia que ele se atrevia com as pessoas para conhecê-lo de frente e não recuar diante da visão, afirmando a força de seu caráter sobre a feiura do seu rosto. Ele era conhecido por não gostar de publicidade e detestava ser fotografado, como resultado de sua consciência de sua rosácea, assim todos os seus retratos profissionais foram retocadas.
Morgan fumava dezenas de charutos por dia e preferia grandes charutos Havana apelidado de Hercules' Clubs por observadores.
Sua casa na Madison Avenue foi a primeira residência particular eletricamente iluminada em Nova Iorque. Seu interesse na nova tecnologia foi o resultado de seu financiamento a Thomas Edison na Edison Electric Illuminating Company em 1878. Foi na 219 Madison Avenue que a recepção de 1 000 pessoas, foi realizada para o casamento de Julieta Morgan e William Pierson Hamilton em 12 de abril de 1894, onde foram presenteados com o relógio favorito de Morgan. Morgan também possuía a East Island, em Glen Cove, Nova Iorque, onde teve uma grande casa de verão.

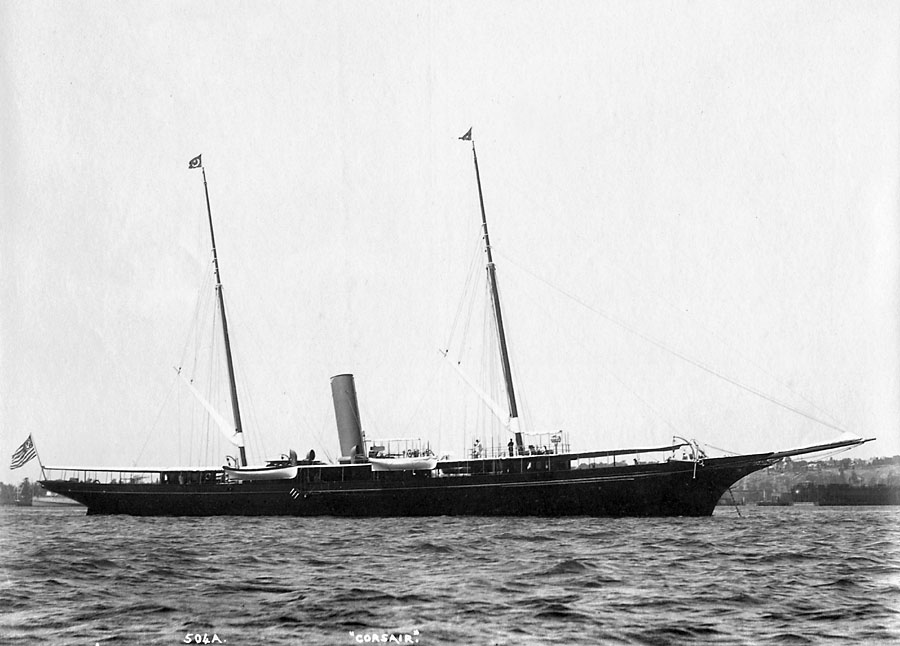
O iate de J. P. Morgan Corsair, depois comprado pelo governo dos Estados Unidos e renomeado para que serviu na Guerra Hispano-Americana. Foto de J. S. Johnston.

Um ávido iatista, Morgan possuía vários iates consideráveis. A frase bem conhecida, "Se você tem que perguntar o preço, você não pode comprar isso" é comumente atribuído a Morgan, em resposta a uma pergunta sobre o custo de manutenção de um iate, embora a precisão da história não esteja confirmada.
Morgan estava agendado para participar da viagem inaugural do RMS Titanic, mas cancelou na última hora, preferindo permanecer em um resort em Aix-les-Baines, França. A White Star Line, operadora do Titanic', era parte da International Mercantile Marine Company de Morgan, e ele teria sua própria suíte privada e convés no navio. Em reposta à tragédia, Morgan supostamente disse, "Perdas de valores monetários não são nada na vida. É a perda de vidas que conta. É a morte terrível".
Morgan morreu ao viajar para o exterior em 31 de março de 1913, pouco antes de seu 76.º aniversário. Ele morreu no seu sono no Grand Hotel em Roma, Itália. Bandeiras em Wall Street foram hasteadas a meio-pau e o mercado de ações foi fechado por duas horas quando seu corpo passou.
No momento da sua morte, ele realizou apenas 19% de seu próprio patrimônio líquido, no valor de um imóvel 68,3 milhões de dólares (1,39 bilhão atualizados pelo CPI, ou 25,2 bilhões baseado no valor relativo de GDP), dos quais cerca de 30 milhões representavam sua parte nos bancos de Nova Iorque e Filadélfia. O valor da sua coleção de artes era estimado em 50 milhões de dólares.
Seus restos foram depositados no Cedar Hill Cemetery na sua terra natal. Seu filho, J. P. Morgan Jr., herdou os negócios bancários.
A Cragston Dependencies, associada à sua propriedade em Cragston, no Condado de Orange, foi listada na National Register of Historic Places em 1982.

## Colecionador de arte, livros e pedras preciosas
Morgan era um colecionador notável de livros, imagens, pinturas, relógios e outros objetos de arte, muitos emprestados ou doados ao Metropolitan Museum of Art (da qual foi presidente e foi uma força importante na sua criação), e muitos abrigados em sua casa em Londres e em sua biblioteca particular em 36th Street, perto da Madison Avenue em Nova Iorque. Seu filho, J. P. Morgan Jr., criou o Pierpont Morgan Library, uma instituição pública em 1924 como um memorial para seu pai e manteve Belle da Costa Greene, bibliotecária privada de seu pai , como sua primeira diretora. Morgan foi pintado por muitos artistas, incluindo o peruano Carlos Baca-Flor e o suíço naturalizado americano Adolfo Müller-Ury, que também pintou um retrato duplo de Morgan com seu neto favorito Mabel Satterlee que há alguns anos estava em um cavalete na mansão Satterlee mas desapareceu.
Morgan foi um benfeitor da American Museum of Natural History, do Metropolitan Museum of Art, Groton School, Harvard University (especialmente da sua escola médica), do Trinity College, da Maternidade da Cidade de Nova Iorque e as escolas de comércio de Nova Iorque.

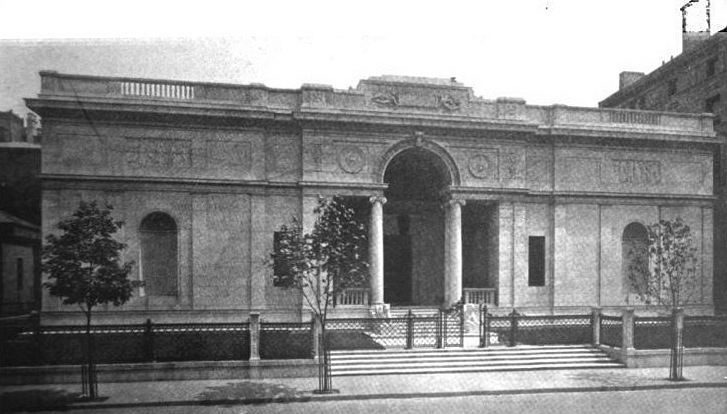
J.P. Morgan Library and Art Museum

### Colecionador de gemas preciosas
Na virada do século Morgan se tornou um dos colecionadores mais importantes da América de gemas e tinha montado a coleção de jóias mais importante do país, bem como de pedras preciosas da América (mais de 1 000 peças). A Tiffany & Co. montou sua primeira coleção sob seu Chefe Gemologista George Frederick Kunz. A coleção foi exibida na Feira Mundial de Paris em 1889. A exposição ganhou dois prêmios de ouro e chamou a atenção de estudiosos importantes, lapidários e do público em geral.
George Frederick Kunz em seguida continuou a construir uma segunda, e ainda melhor, coleção que foi exibida em Paris em 1900. Coleções foram doadas para a American Museum of Natural History, em Nova Iorque, onde eles eram conhecidos como as coleções Morgan-Tiffany e Morgan-Bement. Em 1911 Kunz nomeou uma jóia recém-descoberta depois para sua melhor cliente: morganite.

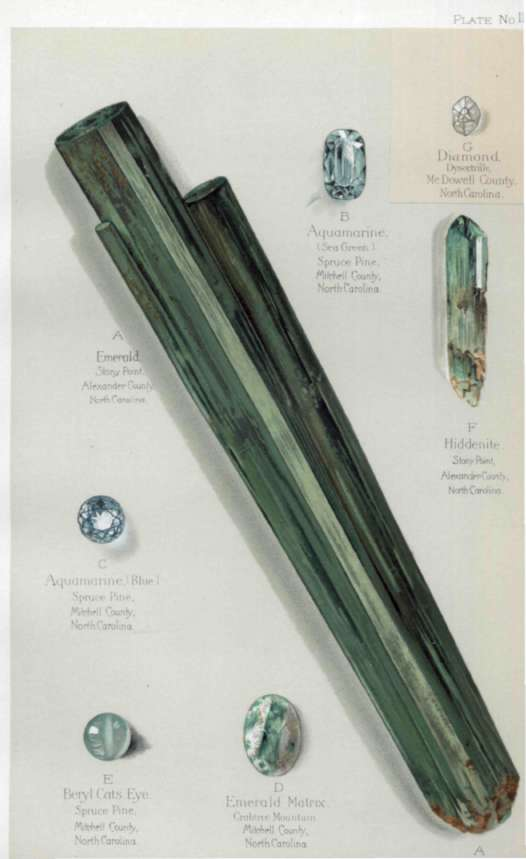
Pedras americanas da coleção de Morgan.

### Fotografia
Morgan também patrocinou o fotógrafo Edward S. Curtis, oferecendo 75 mil dólares em 1906, para a criação da série Native Americans. Curtis publicou um trabalho de 20 volumes intitulado The North American Indian. Curtis passou a produzir uma imagem em movimento, In the Land of the Head Hunters (1914), que foi reataurada em 1974 e re-lançada como In the Land of the War Canoes. Curtis ficou famoso em 1911 pelo show de imagens em lanterna mágica The Indian Picture Opera que usou suas fotos e composições musicais originais do compositor Henry F. Gilbert.

## Legado
Seu filho, J. P. Morgan Jr., assumiu os negócios com a morte de seu pai, mas nunca foi tão influente. Conforme requerido pela Glass-Steagall Act em 1933, a "House of Morgan" tornou-se três entidades: JP Morgan & Co., que mais tarde tornou-se Morgan Guaranty Trust, Morgan Stanley, uma casa de investimento, e Morgan Grenfell, em Londres, uma casa de títulos no exterior.
A pedra Morganite foi assim nomeada em sua homenagem.

## Cultura popular

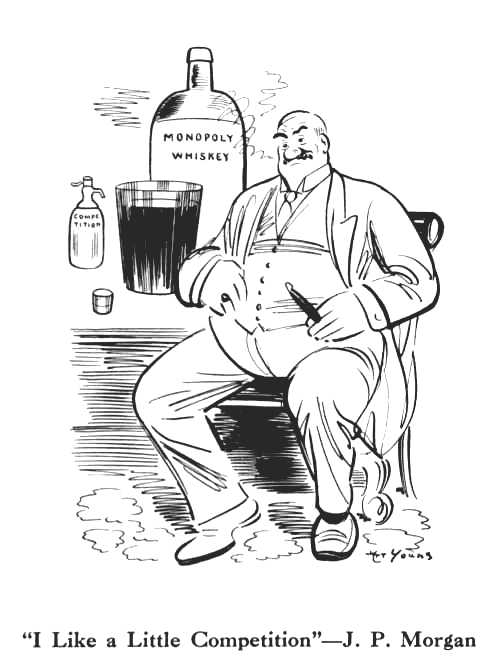
"I Like a Little Competition"—J. P. Morgan por Art Young. Desenho animado relativo à resposta que Morgan deu quando perguntado se ele não gostava de competição no Comitê Pujo.

- Uma biografia literária contemporânea de Morgan é usado como uma alegoria para o ambiente financeiro na América após a Primeira Guerra Mundial no segundo volume, Nineteen Nineteen, de John Dos Passos na Trilogia U.S.A.
- Morgan aparece como um personagem na novela de Caleb Carr The Alienist,[49] and in Steven S. Drachman's novel, The Ghosts of Watt O'Hugh.[50]
- Morgan aparece na novela de E. L. Doctorow Ragtime, e no musical da Broadway de mesmo nome.
- Uma versão satírica de Morgan aparece nos quadrinhos de Matt Fraction e Steven Sanders The Five Fists of Science
- Na peça de teatro Death of a Salesman de Arthur Miller, Morgan é mencionado como um exemplo de como a pessoa não tem que ser simpática para ser bem sucedida nos negócios, o que contraria as ideias do protagonista Willy Loman.
- Acredita-se que Morgan foi o modelo para Walter Parks Thatcher (interpretado por George Coulouris), guardião do jovem Citizen Kane (filme dirigido por Orson Welles) com quem tem um relacionamento tenso - Kane culpa Thatcher pela destruição de sua infância.[51][52][53]
- Nesta sátira da história norte-americana, It All Started with Columbus, Richard Armour comenta que "Morgan, que era uma espécie direta de pessoa, fez o seu dinheiro em dinheiro... Ele tornou-se imensamente rico por causa de seus interesses financeiros, a maioria dos quais em torno de oito ou dez por cento ... Este Morgan é geralmente mencionado como "J.P." para distingui-lo de Henry Morgan, o pirata."
- De acordo com Phil Orbanes, o ex-vice-presidente da Parker Brothers, o Rich Uncle Pennybags da versão americana do jogo Monopoly é baseado em J.P. Morgan.[54]
- A carreira de Morgan é destaque nos episódios cinco e seis do programa do History Gigantes da Indústria.[55]

### Biografias
- Auchincloss, Louis. J.P. Morgan : The Financier as Collector Harry N. Abrams, Inc. (1990) ISBN 0-8109-3610-0
- Baker, Ray Stannard (outubro de 1901). «J. Pierpont Morgan». McClure's Magazine. 17 (6): 507–518. Consultado em 10 de julho de 2009
- Brands, H.W. Masters of Enterprise: Giants of American Business from John Jacob Astor and J. P. Morgan to Bill Gates and Oprah Winfrey (1999), pp. 64–79
- Bryman, Jeremy. J. P. Morgan: Banker to a Growing Nation : Morgan Reynolds Publishing (2001) ISBN 1-883846-60-9, for middle schools
- Carosso, Vincent P. The Morgans: Private International Bankers, 1854–1913. Harvard U. Press, 1987. 888 pp. ISBN 978-0-674-58729-8
- Chernow, Ron. The House of Morgan: An American Banking Dynasty and the Rise of Modern Finance, (2001) ISBN 0-8021-3829-2
- Morris, Charles R. The Tycoons: How Andrew Carnegie, John D. Rockefeller, Jay Gould, and J. P. Morgan Invented the American Supereconomy (2005) ISBN 978-0-8050-8134-3
- Strouse, Jean. Morgan: American Financier. (1999). 796 pp. excerpt and text search
- Wheeler, George, Pierpont Morgan and Friends: the Anatomy of a Myth, Englewood Cliffs, N.J., Prentice-Hall, 1973. ISBN 0136761488

### Estudos especializados
- Brandeis, Louis D. Other People's Money and How the Bankers Use It. Ed. Melvin I. Urofsky. (1995). ISBN 0-312-10314-X
- Carosso, Vincent P. Investment Banking in America: A History Harvard University Press (1970)
- De Long, Bradford. "Did JP Morgan's Men Add Value?: An Economist's Perspective on Financial Capitalism," in Peter Temin, ed., Inside the Business Enterprise: Historical Perspectives on the Use of Information (1991) pp. 205–36; shows firms with a Morgan partner on their board had higher stock prices (relative to book value) than their competitors
- Forbes, John Douglas. J. P. Morgan, Jr., 1867–1943 (1981). 262 pp. biography of his son
- Fraser, Steve. Every Man a Speculator: A History of Wall Street in American Life HarperCollins (2005)
- Garraty, John A. Right-Hand Man: The Life of George W. Perkins. (1960) ISBN 978-0-313-20186-8; Perkins was a top aide 1900–1910
- Garraty, John A. "The United States Steel Corporation Versus Labor: The Early Years," Labor History 1960 1(1): 3–38
- Geisst; Charles R. Wall Street: A History from Its Beginnings to the Fall of Enron. Oxford University Press. 2004.
- Giedeman, Daniel C. "J. P. Morgan, the Clayton Antitrust Act, and Industrial Finance-Constraints in the Early Twentieth Century", Essays in Economic and Business History, 2004 22: 111–126
- Hannah, Leslie. "J. P. Morgan in London and New York before 1914," Business History Review 85 (Spring 2011) 113–50
- Keys, C.M. (janeiro de 1908). «The Builders I: The House of Morgan». The World's Work. 15 (2): 9779–9704. Consultado em 10 de julho de 2009
- Moody, John. The Masters of Capital: A Chronicle of Wall Street (1921)
- Rottenberg, Dan. The Man Who Made Wall Street. University Of Pennsylvania Press.